# Tête de Gudea (Madrid)
 (mai 2020).
 (juillet 2025).
Si vous disposez d'ouvrages ou d'articles de référence ou si vous connaissez des sites web de qualité traitant du thème abordé ici, merci de compléter l'article en donnant les références utiles à sa vérifiabilité et en les liant à la section « Notes et références ».
La Tête de Gudea est une sculpture de diorite représentant la tête de Gudea, roi de Lagash. Elle mesure 23 cm de hauteur et 29 cm de largeur. 
Cette statuette a été acquise en 1978 par un don de la collection de Mario de Zayas au Musée du Prado, mais par arrêté ministériel l'œuvre a été déposée dans la collection du musée archéologique national de Madrid. Elle porte le numéro d'inventaire 1978/71/3.

## Historique
Gudea règne de 2144 à 2124 avant J.-C.

## Description
La tête qui a sûrement appartenu à toute une sculpture, elle est faite de pierre de diorite polie. l'œuvre a des traits expressifs, et elle présente une cassure au nez, aux oreilles et au menton. La forme de cette œuvre est homogène à d'autres sculptures de ce personnage qui ont été conservées, avec des paupières très marquées et des sourcils marqués.